# Robert Gordon Rogers

Robert Gordon Rogers

Robert Gordon Rogers, né le 19 août 1919 et mort le 21 mai 2010, est un homme politique canadien qui sert comme lieutenant-gouverneur de la province de Colombie-Britannique entre 1983 et 1988.